# Lorenzo Peirano
Lorenzo Peirano (Santiago, 15 de mayo de 1962) es un destacado escritor y poeta chileno, que ha cultivado principalmente la poesía expresionista. 

## Biografía
Hijo del empresario inmobiliario, Lorenzo Enrique Peirano Ortiz y Elba Sofía Abarca Avilés, residió con su madre algunos años de su infancia en la localidad de Coinco (región de O'Higgins); más tarde, en su adolescencia, de vuelta en Santiago se mudó a calle Esperanza, una de las principales vías del popular barrio Yungay. 
En 1982 participó en el taller literario que Enrique Valdés dirigía en la Sociedad de Escritores de Chile Entre los autores que lo han influenciado figuran los simbolistas franceses, Antonio Machado, Borges, Cervantes, Dante Alighieri, la poesía griega y latina, Díaz Casanueva, Lihn, Barquero, Jorge Teillier —del que fue discípulo—; Eugenio Montale, Ray Bradbury  y Robert Graves. A estos dos últimos los descubrió por consejo de Teiller. Admira también la poesía de Mauricio Ramírez y Álvaro Ruiz.
Maestro y discípulo desarrollarán importantes vínculos de amistad; una señal de ella la encontramos en los primeros versos de un poema escrito por Teillier en 1990: «El poeta Lorenzo Peirano, llega desde Coinco - a la calle Esperanza, luego, respirando callejones, pasa por Libertad y me envía a La / Ligua un telegrama: "¡murió Cárdenas!"».
Entre 1984 y 1985, Peirano edita la hoja de poesía El Bastardo, medio donde logra difundir traducciones realizadas por Teillier, Rolando Cárdenas y Aristóteles España. Como dice Peirano, en aquella época, mediados de los años 1980, estaba inmerso en la aventura de reconocer las distintas voces infinitas de la literatura; entre narrativa y verso, o prosa y verso.
Pese a su asumida marginalidad, la calidad literaria de su obra lo transforma en nombre clave de la denominada generación Post 87, que incluye a autores nacidos en la década de 1960, formados durante dictadura militar y que comienzan a publicar a fines de los años 1980.
 

Su primer poemario, Respirando callejones, Peirano lo publica en 1990 (antes sus versos habían aparecido en revistas; los primeros, el año 1983 en la revista Gota Pura); el segundo, El solitario de mis naipes, sale en 1995 y en 2010 lanza Quisiera haber dicho, libro que reúne poemas escritos entre 1995 y 2009. «La miseria, el descontento y la muerte son temas recurrentes en la poesía de Lorenzo Peirano. Desde una búsqueda interior su voz se transforma en una recreación del medio que lo rodea, y se hace protesta, reencuentro con el pasado, explicación para una existencia que nos tiene atónitos y desamparados», escribió Ramón Díaz Eterovic. 

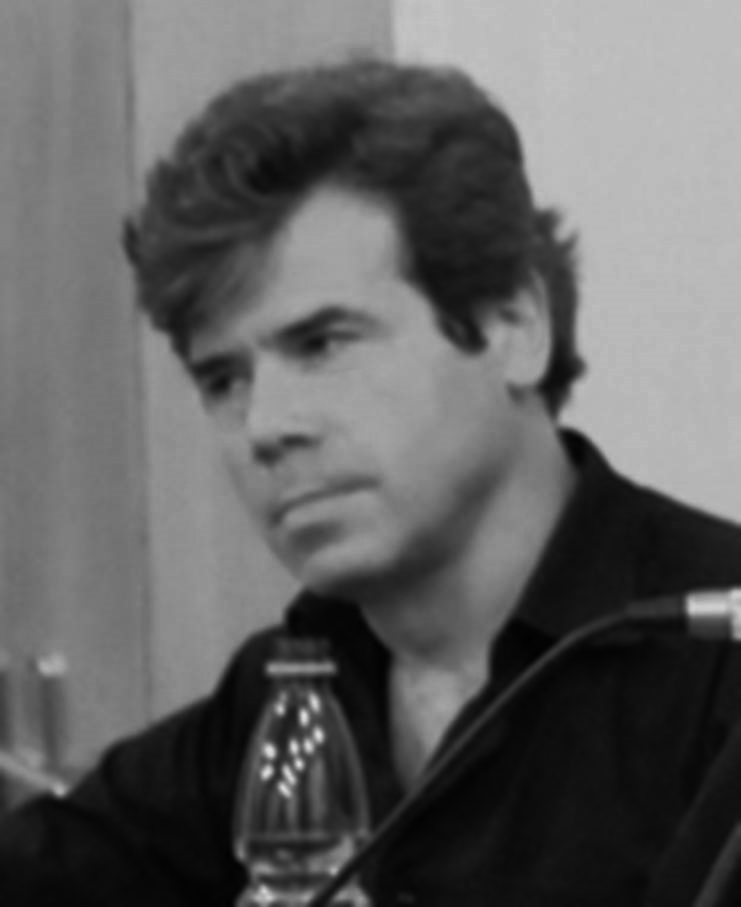
Peirano hacia 2012

El crítico Pedro Gandolfo ha señalado por su parte que la poesía de Peirano «se construye a través de una reflexión permanente de la condición sufriente del ser humano condenado a la muerte, el absurdo y el olvido. Su poética expresionista se encuentra cargada de imágenes sugerentes e inquietantes -sobre todo, de carácter visual-, de adjetivaciones inesperadas, de giros oscuros en que aparece súbitamente lo turbio, demencial y execrable, en medio de una serenidad preñada de tensiones». Además, ha destacado que "otra constante" de la obra de Peirano" es "la soledad del poeta, una suerte de loco permanentemente incomprendido"; "el poeta y sus cantos no parecen encontrar ya oyentes en un entorno insensible para los símbolos y desdeñoso hacia lo que no proporciona una utilidad inmediata". Manuel F. Mesa subraya la fuerza y profundidad de la obra de Peirano, la que define como 'desafiante';  al respecto, dijo: "Un buen testimonio de una poesía anhelante que rompe con lo establecido".
Ha colaborado en la revista Pluma y Pincel, el suplemento cultural Artes y Letras de El Mercurio, el periódico literario Carajo; su poesía ha sido publicada en revistas y periódicos nacionales e internacionales y antologada en diversos libros. Peirano, en la actualidad reside en Coinco, localidad ubicada en la Región del Libertador General Bernardo O'Higgins.

## Poemarios

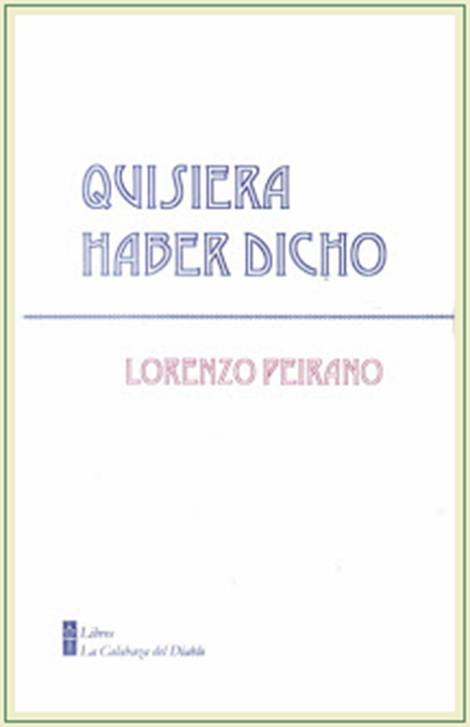
Quisiera haber dicho, reúne poemas escritos entre 1995 y 2009

- Respirando callejones, Ediciones Literatura Alternativa, 1990
- El solitario de mis naipes, Mosquito Editores, Santiago, 1995
- Quisiera haber dicho, Editorial La Calabaza del Diablo, Santiago, 2010
- Poemas, Mago Editores, Santiago, 2015